# Феміністичний метод
Феміністичний метод (англ. Feminist method) є засобом проведення досліджень і створення теорій з феміністичної точки зору. Феміністичні методології різноманітні, але зазвичай мають кілька спільних цілей або характеристик: пошуки способів подолання упереджень у дослідженні, запровадження соціальних змін, демонстрацію людської різноманітності та визнання позиції «дослідника». Ставлення під сумнів нормативних наукових тверджень є ще однією формою феміністичного методу.
Кожен із цих методів має складатися з різних частин: збір доказів, перевірка теорій, представлення даних і потенціал для спростувань. Наукове підтвердження дослідження впливає на результати. Подібно до груп підвищення свідомості, деякі феміністичні методи впливають на колективні емоції жінок, коли такі речі, як політична статистика, є більше структурним результатом. Коли знання або сконструйовано на основі досвіду, або відкрито, воно має бути надійним і дійсним.
Феміністичний метод виник через почуття відчаю та гніву через те, що знання, як академічні, так і популярні, ґрунтуються на житті чоловіків, способах мислення чоловіків і спрямовані на проблеми, сформульовані чоловіками. Дороті Сміт (1974) стверджувала, що «соціологія … була заснована на чоловічому соціальному всесвіті та створена в ньому».
Відомі прихильниці методу — Ненсі Гартсок, Гіларі Роуз та Сандра Гардінґ. Соціологині-феміністки зробили важливий внесок у цю дискусію, почавши критикувати позитивізм як філософську основу, а саме його найгостріший методологічний інструмент — кількісні методи для практики відсторонених і об'єктивних наукових досліджень та об'єктивізації предметів дослідження (Graham 1983b; Reinharz 1979).
Нещодавно вчені-феміністки стверджували, що кількісні методи сумісні з феміністичним підходом, якщо вони уважно ставляться до феміністичної теорії. Ця методологічна критика була добре розміщена на тлі феміністичної науки, яка намагалася знайти місце для альтернативних цінностей в академії.

## Об'єктивність і конструювання Іншого
Феміністичні методи здебільшого були створені як спростування чинних методів дослідження, які ґрунтуються на імперіалістичних, расистських і патріархальних припущеннях щодо предмета дослідження. Ці методи вказують на цю упередженість точки зору та припущень поточних дослідників; феміністичні вчені працюють над з'ясуванням того, як ідея об'єктивності функціонувала лише як заміна точки зору білого чоловіка, і як феміністичні методи, навпаки, можуть працювати над отриманням знань, у яких «дослідник постає перед нами не як невидимий, анонімний голос авторитету, а як реальна, історична особистість із конкретними, специфічними бажаннями та інтересами».
Традиційним відносинам дослідник-суб'єкт також притаманні відносини суб'єкт-об'єкт, оскільки дослідник стає автономним суб'єктом, коли вивчає інших людей як об'єкти, оскільки в цьому випадку «суб'єкт» іронічно об'єктивується через процес наукового дослідження, який не бере до уваги їх свободу волі чи волю їхньої спільноти. Суб'єкти також одночасно є «іншими» західними дослідниками, які екзотизують їхні способи життя через «західний дискурс про Іншого, який підтримується інституціями, лексикою, наукою, образами, доктринами, навіть колоніальною бюрократією та колоніальними стилями».
Тому Рейнгарц стверджує, що знищення Іншого та перебудова традиційних суб'єкт-об'єктних відносин мають відбуватися одночасно через явну взаємодію з трьома різними акторами у феміністичних дослідженнях: дослідницею, читачкою та фактом дослідження людей. У такий спосіб продуктивні феміністичні методи намагаються «демістифікувати» та «деколонізувати» дослідження через визнання того, як традиційні методи конструюють Іншого та прикриваються фальшивою об'єктивністю, а згодом деконструювати ці наративи, щоб «розмовляти більш творчо про дослідження з окремими групами та спільнотами – жінками, економічно пригнобленими, етнічними меншинами та корінними народами».

## Біологічна стать
Завдяки дослідженню науки Енн Фаусто-Стерлінґ висунула розширену концепцію інтерсексності. Вона стверджує, що завдяки біологічному розвитку існує можливість появи п'ятьох статей замість двох. Існують (або можуть існувати) наступні статі: чоловіча, жіноча, мерм (англ. merm, чоловічі псевдогермафродити, тобто коли присутня тканина яєчок), ферм (англ. ferm, жіночі псевдогермафродити, тобто коли присутня тканина яєчників) і герм (англ. herm, справжні гермафродити, тобто коли присутні як тканини яєчок, так і яєчники).

## Емоції
Елісон Джаґґар, заперечуючи дихотомію між розумом і емоціями, стверджує, що раціональність потребує емоцій. Вона стверджує, що у суспільстві емоції зазвичай асоціюються з жінками, а раціональність асоціюється з чоловіками. Існує багато теорій щодо походження емоцій, хоча, на її думку, в довгостроковій перспективі прислуховування до емоцій може привести до кращих рішень.